# Vreid
Vreid е норвежка блек и траш метъл група, сформирана в град Согндал, Норвегия.

## Състав
- Hvåll – бас китара
- Steingrim – барабани
- Sture – китара
- Strom – китара

## Дискография
- 2004 – „Kraft“
- 2006 – „Pitch Black Brigade“
- 2007 – „I Krig“
- 2009 – „Milorg“
- 2010 – „Noen Å Hate“
- 2010 – „Vreid Goddamnit“